# Dấu ấn sinh học
Dấu ấn sinh học, hoặc dấu hiệu sinh học là một chỉ số đo lường được của một số trạng thái hoặc tình trạng sinh học. Dấu ấn sinh học thường được đo lường và đánh giá để kiểm tra các quá trình sinh học bình thường, quá trình gây bệnh hoặc phản ứng dược lý với một can thiệp trị liệu. Dấu ấn sinh học được sử dụng trong nhiều lĩnh vực khoa học.

## Y học

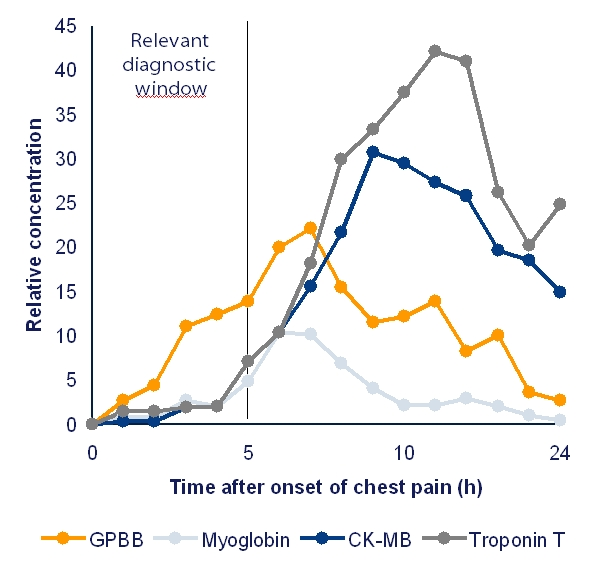
Sau một cơn đau tim, một số dấu ấn sinh học tim khác nhau có thể được đo để xác định chính xác thời điểm xảy ra cơn đau tim và mức độ nghiêm trọng của nó.

Sau một cơn đau tim, một số dấu ấn sinh học khác nhau của tim có thể được đo để xác định chính xác thời điểm xảy ra cơn đau tim và mức độ nghiêm trọng của nó.
Trong y học, một dấu ấn sinh học có thể là một chất có thể truy nguyên được đưa vào cơ thể như một phương tiện để kiểm tra chức năng cơ quan hoặc các khía cạnh khác của sức khỏe. Ví dụ, rubidi chloride được sử dụng làm đồng vị phóng xạ để đánh giá khả năng bơm máu của cơ tim.
Nó cũng có thể là một chất mà phát hiện chỉ ra một trạng thái bệnh cụ thể, ví dụ, sự hiện diện của một kháng thể có thể chỉ ra nhiễm trùng. Cụ thể hơn, một dấu ấn sinh học cho thấy sự thay đổi trong biểu hiện hoặc trạng thái của protein có liên quan đến nguy cơ hoặc tiến triển của bệnh hoặc với tính nhạy cảm của bệnh đối với một phương pháp điều trị nhất định.
Một ví dụ về dấu ấn sinh học thường được sử dụng trong y học là kháng nguyên dành riêng cho tuyến tiền liệt (PSA). Điểm đánh dấu này có thể được đo lường như một proxy của kích thước tuyến tiền liệt với những thay đổi nhanh chóng có khả năng chỉ ra ung thư. Trường hợp cực đoan nhất là phát hiện protein đột biến là dấu ấn sinh học đặc hiệu ung thư thông qua theo dõi phản ứng chọn lọc (SRM), vì protein đột biến chỉ có thể đến từ một khối u hiện có, do đó cung cấp tính đặc hiệu tốt nhất cho mục đích y tế.